# Pieris angelika
Pieris angelika Eitschberger, 1983, è un lepidottero appartenente alla famiglia Pieridae.

## Descrizione

### Adulto
Specie nordamericana, poco conosciuta, affine a Pieris oleracea e Pieris marginalis.
Il maschio ha una colorazione da bianca a bianco-grigiastra, con nervature più o meno marcate; il margine esterno delle ali è più scuro, soprattutto in corrispondenza della terminazione delle nervature.
La femmina ha colorazioni giallastre o giallo-grigiastre. Presenta due macchie nere sull'ala anteriore e scaglie nere in corrispondenza delle venature. Il lato inferiore è più scuro e con nervature più marcate rispetto a quello superiore.
L'apertura alare è compresa tra 3,3 e 4,2 cm.

## Distribuzione e habitat
Specie Neartica, diffusa in Alaska, Yukon e Territori del Nord-Ovest.
La si può trovare in boscaglie uumide e nella tundra alpina.

## Biologia

### Periodo di volo
Da maggio a luglio in un'unica generazione annua

### Alimentazione
Non sono note le piante ospite, ma probabilmente si tratta di specie appartenenti alle Brassicaceae.

## Tassonomia
Non sono state descritte sottospecie.